# 王占山 (军事人物)
王占山（1929年12月—），男，汉族，河北丰南人，中华人民共和国军事人物，曾任第四、五届全国人大代表。